# Voisey
Voisey és un municipi francès situat al departament de l'Alt Marne i a la regió del Gran Est. L'any 2007 tenia 365 habitants.

## Demografia

### Població
El 2007 la població de fet de Voisey era de 365 persones. Hi havia 194 famílies de les quals 84 eren unipersonals (42 homes vivint sols i 42 dones vivint soles), 72 parelles sense fills, 30 parelles amb fills i 8 famílies monoparentals amb fills.
La població ha evolucionat segons el següent gràfic:
Habitants censats

### Habitatges
El 2007 hi havia 323 habitatges, 195 eren l'habitatge principal de la família, 88 eren segones residències i 40 estaven desocupats. 313 eren cases i 10 eren apartaments. Dels 195 habitatges principals, 170 estaven ocupats pels seus propietaris, 18 estaven llogats i ocupats pels llogaters i 6 estaven cedits a títol gratuït; 7 tenien dues cambres, 40 en tenien tres, 53 en tenien quatre i 94 en tenien cinc o més. 174 habitatges disposaven pel capbaix d'una plaça de pàrquing. A 96 habitatges hi havia un automòbil i a 68 n'hi havia dos o més.

### Piràmide de població
La piràmide de població per edats i sexe el 2009 era:
| Homes | Edats   | Dones |
| ----- | ------- | ----- |
| 0     | 95 o +  | 4     |
| 4     | 90 a 94 | 8     |
| 12    | 85 a 89 | 4     |
| 4     | 80 a 84 | 12    |
| 8     | 75 a 79 | 12    |
| 12    | 70 a 74 | 32    |
| 12    | 65 a 69 | 12    |
| 4     | 60 a 64 | 8     |
| 20    | 55 a 59 | 12    |
| 12    | 50 a 54 | 16    |
| 12    | 45 a 49 | 20    |
| 16    | 40 a 44 | 8     |
| 12    | 35 a 39 | 12    |
| 8     | 30 a 34 | 12    |
| 8     | 25 a 29 | 4     |
| 4     | 20 a 24 | 0     |
| 8     | 15 a 19 | 16    |
| 32    | 10 a 14 | 0     |
| 8     | 5 a 9   | 4     |
| 0     | 0 a 4   | 0     |

## Economia
El 2007 la població en edat de treballar era de 229 persones, 154 eren actives i 75 eren inactives. De les 154 persones actives 131 estaven ocupades (71 homes i 60 dones) i 22 estaven aturades (15 homes i 7 dones). De les 75 persones inactives 37 estaven jubilades, 13 estaven estudiant i 25 estaven classificades com a «altres inactius».

### Ingressos
El 2009 a Voisey hi havia 187 unitats fiscals que integraven 356 persones, la mediana anual d'ingressos fiscals per persona era de 15.646 €.

### Activitats econòmiques
Dels 4 establiments que hi havia el 2007, 1 era d'una empresa alimentària, 2 d'empreses de fabricació d'altres productes industrials i 1 d'una empresa de transport.
L'únic servei als particulars que hi havia el 2009 era una oficina de correu.
L'únic establiment comercial que hi havia el 2009 era una fleca.
L'any 2000 a Voisey hi havia 14 explotacions agrícoles que ocupaven un total de 987 hectàrees.

## Equipaments sanitaris i escolars
El 2009 hi havia una escola elemental.

## Poblacions més properes
El següent diagrama mostra les poblacions més properes.